# アナンド・ビハール駅
アナンド・ビハール駅（英語 Anand Vihar。ヒンディー語：आनंद विहार）は、インドデリーにあるデリー・メトロブルーライン（支線）の駅である。この駅は、東デリーのアナンドビハールの地域に位置しており、アナンドビハールのISBTとインド鉄道のアナンド・ビハール・ターミナル駅に接続されている。
| スタブアイコン | サブスタブ | この項目は、まだ閲覧者の調べものの参照としては役立たない、鉄道に関連した書きかけの項目です。この項目を加筆・訂正などしてくださる協力者を求めています（P:鉄道/PJ:鉄道）。 |